# Potter Heigham
Potter Heigham är en ort och civil parish i Storbritannien.   Den ligger i grevskapet Norfolk och riksdelen England, i den sydöstra delen av landet, 180 km nordost om huvudstaden London. Potter Heigham ligger 2 meter över havet och antalet invånare är 961.
Terrängen runt Potter Heigham är mycket platt. Runt Potter Heigham är det tätbefolkat, med 493 invånare per kvadratkilometer. Närmaste större samhälle är Great Yarmouth, 16,6 km sydost om Potter Heigham. Trakten runt Potter Heigham består till största delen av jordbruksmark.